# Kaibon (Ambal)
Kaibon is een bestuurslaag in het regentschap Kebumen van de provincie Midden-Java, Indonesië. Kaibon telt 1716 inwoners (volkstelling 2010).